# MHC Oudenbosch
MHC Oudenbosch is een Nederlandse hockeyclub uit de Noord-Brabantse plaats Oudenbosch.
De club werd opgericht op 28 januari 1982 en speelt op Sportpark Albano. In het seizoen 2011/12 komt het eerste damesteam uit in de Vierde klasse van de KNHB.